# 清野長太郎

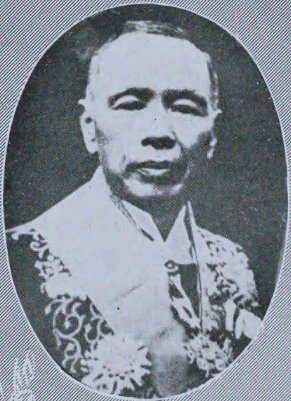
清野長太郎

清野 長太郎（せいの ちょうたろう、1869年5月12日（明治2年4月1日） - 1926年9月15日）は、日本の内務官僚。憲政会系官選県知事、復興局長官。

## 経歴
香川県高松出身。高松藩士・清野彦三郎の長男として生まれる。第一高等学校を経て、1895年、東京帝国大学法科大学を卒業。同年11月、高等文官試験行政科試験に合格。内務省に入り警保局属となる。富山県参事官、神奈川県参事官、内務省地方局町村課長などを歴任。
1906年1月、秋田県知事に就任。同年11月、南満州鉄道理事に転じた。1916年4月、兵庫県知事に発令され、1919年4月まで在任。1924年6月、憲政会の加藤高明内閣が成立すると神奈川県知事に就任。関東大震災復興事業を推進した。
1925年9月、復興局長官に転じ、首都復興計画を推進し、現職で死去。墓所は染井霊園。

## 栄典
位階
- 1912年（明治45年）3月1日 - 従四位 [1]

勲章等
- 1910年（明治43年）12月26日 - 勲三等瑞宝章[2]
- 1920年（大正9年）11月1日 - 旭日中綬章[3]
- 1926年（大正15年）9月15日 - 帝都復興記念章[4]